# Mehdi Meskar
Mehdi Meskar   (Reggio de Calàbria, 22 de març de 1995) és un actor italomarroquí que actualment viu a París.

## Biografia
Nascut a Calàbria el 1995, en una família marroquina, Mehdi Meskar es va traslladar a París als 15 anys. Va protagonitzar alguns curtmetratges i va fer la seva primera breu aparició al cinema a la pel·lícula de François Ozon, A la casa. Al mateix temps, va actuar en diversos escenaris teatrals a Itàlia i França, en obres de Fabrizio Gatti, Luigi Pirandello o Eugène Durif.
En 2013, va ser seleccionat per Franco Dragone per a la seva obra Story of a Fort, Legacy of a Nation presentada a Abu Dhabi durant el Festival de Qasr al-Hosn. En aquest espectacle, interpreta el paper central d'un jove emir, al costat de 70 acròbates del Cirque du Soleil. Després es va fixar en ell Fariborz Kamkari, que li va donar el paper principal en el seu quart llargmetratge, Pitza e datteri en 2013, en el qual interpretava a Giuseppe Battiston.
El 2016, a Orpheline d'Arnaud des Pallières, va interpretar el paper de Samy, el xicot molt enamorat de Karine, interpretat per Solène Rigot, amb qui va tenir una aventura durant la seva adolescència.
El 2017 va aconseguir el paper principal de Les Engagés, una sèrie LGBT creada per Sullivan Le Postec i coproduïda per France Télévisions. Fa el paper de Hicham, un jove de 22 anys que de sobte decideix anar a Lió per assumir la seva homosexualitat amb Thibaut, un noi que va conèixer uns anys abans i es va convertir en activista al Punt G, una associació gai i lesbiana de ficció. Per la seva actuació a Les Engagés, Mehdi Meskar va ser nominat a la categoria de millor actor en una sèrie dramàtica en dos festivals. El desembre de 2017, el jurat del Francophone Webseries Festival li va atorgar el premi al millor actor.
L'any 2018 és un any prolífic per a l'actor que exerceix els papers principals al cinema i la televisió. Continua amb el paper de Hicham per a la segona temporada de Les Engagés. La sèrie és esmentada pels crítics com la millor sèrie francesa de l'any. Després, en The Rebel, el primer llargmetratge de Randa Chahoud, interpreta a Karim, un jove que ha d'anar a l'altre punta del món per a trobar al seu germà major al qual no ha vist en anys. Al seu costat, Emily Cox interpreta a Lilly, la seva xicota, i Jonas Nay interpreta a Max, el seu millor amic. Continua amb la pel·lícula Crescendo de Dror Zahavi en la qual el jove actor interpreta a Omar, un dels papers principals.
A principis de 2019 va interpretar el paper protagonista masculí de M en la minisèrie quebequesa Le Monstre, dirigida per Patrice Sauvé per a Radio-Canadà. La sèrie és una adaptació del llibre homònim d'Ingrid Falaise.
L'any 2020 interpreta el paper de Malik Doueiri, el millor amic del germà de Sana, en el remake italià de Skam.
Mehdi Meskar és políglot, ja que parla italià, francès, àrab i anglès.